# باري براون (مخرج)
باري براون (بالإنجليزية: Barry Brown)‏ هو مخرج أمريكي، ولد في 1951.

## وصلات خارجية
- باري براون على موقع IMDb (الإنجليزية)
- باري براون على موقع ألو سيني (الفرنسية)
- باري براون على موقع أول موفي (الإنجليزية)
- باري براون على موقع قاعدة بيانات الأفلام السويدية (السويدية)
- باري براون على موقع قاعدة بيانات الفيلم (الإنجليزية)
- باري براون على موقع كينوبويسك (الروسية)